# Titularbistum Pertusa
Pertusa ist ein Titularbistum der römisch-katholischen Kirche. ist ein Titularbistum der römisch-katholischen Kirche.
Es geht zurück auf einen untergegangenen Bischofssitz in der antiken Stadt Ad Pertusa, die in der römischen Provinz Africa proconsularis, heute Harairia in Tunesien, 10 km westlich von Tunis. Der Bischofssitz war der Kirchenprovinz Karthago zugeordnet.
| Titularbischöfe von Pertusa |                                  |                                                       |                   |                    |
| Nr.                         | Name                             | Amt                                                   | von               | bis                |
| 1                           | Georges Joseph Haezaert CSSp     | Apostolischer Vikar von Nord-Katanga (Belgisch-Kongo) | 18. Juni 1935     | 29. September 1957 |
| 2                           | Leonard Philip Cowley            | Weihbischof in Saint Paul and Minneapolis (USA)       | 28. November 1957 | 18. August 1973    |
| 3                           | George Kinzie Fitzsimons         | Weihbischof in Kansas City-Saint Joseph (USA)         | 20. Mai 1975      | 28. März 1984      |
| 4                           | Kazimierz Górny                  | Weihbischof in Krakau (Polen)                         | 26. Oktober 1984  | 25. März 1992      |
| 5                           | Roberto Rodríguez                | Weihbischof in Córdoba (Argentinien)                  | 12. November 1992 | 23. Juni 1998      |
| 6                           | Liborius Ndumbukuti Nashenda OMI | Weihbischof in Windhoek (Namibia)                     | 5. November 1998  | 21. September 2004 |
| 7                           | Philippe Jean-Charles Jourdan    | Apostolischer Administrator von Estland (Estland)     | 1. April 2005     | 26. September 2024 |
| 8                           | Fernando Enrique Ramón Casas     | Weihbischof in Valencia (Spanien)                     | 6. November 2024  |                    |